# Oum Ramatou
Oum Ramatou (née en 1970 à Niamey) est une écrivaine nigérienne. Elle a écrit Le Regard et Désiré. Elle a également travaillé sur un doctorat en médecine.